# Shopify
Shopify ist eine proprietäre E-Commerce-Software, die von dem gleichnamigen kanadischen Unternehmen vertrieben wird. Mit ihr können kleine und mittelständische Händler und mittlerweile auch Konzerne Online-Shops erstellen und die Logistik auslagern. Das zugehörige Unternehmen ist das drittgrößte öffentlich gehandelte Unternehmen Kanadas (Stand: 2024).
Das Unternehmen Shopify, Inc. ist im NASDAQ gelistet und wird unter dem Kürzel SHOP gehandelt.

## Geschichte
Das Unternehmen wurde 2004 unter dem Namen Snowdevil von dem aus Deutschland ausgewanderten Tobias Lütke gemeinsam mit Freunden gegründet. Etwas später erfolgte die Umbenennung in Jaded Pixel. Spätestens ab 2006 hieß das Unternehmen Shopify, in jenem Jahr ging auch die Plattform Shopify online.
Im Jahr 2010 rief Lütke einen Wettbewerb aus, um Shopify bekannter zu machen. Derjenige angehende Unternehmer auf seiner Plattform, der den höchsten Umsatz in zwei aufeinanderfolgenden Monaten erzielen würde, sollte ein MacBook Pro erhalten. Lütkes Freund, der Autor Tim Ferriss, überzeugte ihn, das Preisgeld auf 100.000 Dollar zu erhöhen, damit die Aktion einschlägt. Der Wettbewerb brachte 1400 neue Händler auf die Plattform und gab Shopify einen starken Wachstumsschub.
Ab 2010 wurde Shopify mit Wagniskapital ausgestattet. So waren bis zum Börsengang mehr als 120 Millionen Dollar in Shopify investiert. Ein wesentlicher Investor war dabei Bessemer Venture Partners.
Im Mai 2015 erfolgte der Börsengang des Unternehmens und im Folgejahr hatte sich der Umsatz auf 390 Millionen US-Dollar verdoppelt. Die Shopify-Aktie verzeichnete bis November 2017 einen Kursanstieg von 588 Prozent. Der Marktwert des Unternehmens stieg in dem Monat auf 11,6 Milliarden US-Dollar. 2017 war die Aktie im kanadischen S&P/TSX Composite Index diejenige mit der zweitbesten Performance. 2016 gab es weltweit 400.000 Online-Shops, die mit der Shopify-Software erstellt wurden.
Shopify Plus ist der Name der Shopify-Version für Großunternehmen. Sie wird unter anderem von Google, General Electric und Tesla genutzt.
Von 2015, dem Jahr des Börsengangs, bis Mitte 2020 ist die Zahl der Händler von 243.000 auf mehr als eine Million gesprungen; der Umsatz sprang von 7,7 Millionen auf 1,6 Milliarden Dollar (im Jahr 2019). Zu den bekanntesten Onlinehändlern, die Shopify nutzen, gehört Kylie Jenner.
Im September 2019 kaufte Lütke, um die Warenlager von Shopify zu automatisieren, die Robotikfirma 6 River Systems für 450 Millionen Dollar, wodurch Shopify im Jahr 2019 einen Verlust in Höhe von 125 Millionen Dollar auswies.
Im April 2020 startete Shopify den eigenen Marktplatz namens Shop. Zwei Monate später ging Shopify eine Kooperation mit Walmart ein, sodass Shopify-Händler auch auf Walmart Marketplace Handel treiben dürfen. Im August 2020 wurde Shopify aufgrund der steigenden Nachfrage infolge der COVID-19-Pandemie an der New Yorker Börse mit einem Wert von 110 Milliarden US-Dollar gehandelt. Hauptmarkt ist Nordamerika, wo 75 Prozent des Umsatzes generiert werden (Stand August 2020).
Am 26. Juli 2022 kündigte Lütke die sofortige Entlassung von insgesamt etwa 10 Prozent der Belegschaft an. In einer Mitteilung an die Mitarbeiter erklärte der Vorstandsvorsitzende, dass die Planungen des Unternehmens, die Wachstumsraten der letzten beiden Jahre fortzusetzen, „nicht aufgegangen sind“ und das Unternehmen gezwungen sei, die Belegschaft zu verkleinern.

## Kritik

### Missachtung von Arbeitnehmerrechten
Im Mai 2023 kündigte Shopify die Entlassung von 20 Prozent aller Mitarbeiter weltweit an. Bei den in der Folge am deutschen Standort Shopify Commerce Germany GmbH ausgesprochenen Kündigungen wurde laut Arbeitsrechtlern und Gewerkschaftern das deutsche Arbeitsrecht verletzt. So wurde unter anderem Angestellten in Elternzeit und Organisatoren einer Betriebsratsgründung ohne Vorliegen von triftigen Gründen gekündigt.

### Politisches Engagement des COOs
Kritiker weisen auf den immensen Einfluss des Chief Operating Officers (COO) Shopifys, Kaz Nejatian, und mögliche Überschneidungen mit dessen paralleler Ko-Leitung der Denkfabrik True North Centre for Public Policy hin. Demnach sei die in unterschiedlicher Selbstdarstellung auftretende Einrichtung in jüngerer Vergangenheit unter anderem durch Desinformation und ihre migrationsfeindliche Haltung aufgefallen.